# Didymocarpus graciliflorus
Didymocarpus graciliflorus là một loài thực vật có hoa trong họ Tai voi. Loài này được MacGregor & W.W.Sm. mô tả khoa học đầu tiên năm 1911.